# 国家斑马鱼资源中心
国家斑马鱼资源中心（英语：China Zebrafish Resource Center)位于武汉市武昌区东湖南路7号，是在中华人民共和国科技部和中国科学院支持下建立的非营利性科研服务性机构。

## 简介
国家斑马鱼资源中心成立于2012年10月，设立在中国科学院水生生物研究所。该中心以模式动物斑马鱼品系（转基因和突变品系）和相关资源的收集、创制、整理、保藏和分享为主要任务，以服务于全国斑马鱼研究学者为主要宗旨。

## 中心理事会
名誉理事长：朱作言
理事长：孟安明
秘书长兼主任：孙永华

## 花絮
2024年4月25日，神舟十八号飞船载着来自国家斑马鱼资源中心的4条斑马鱼上天，首次实现了中国空间站的“太空养鱼”。